# Conchita Puglisi
Conchita Puglisi (Catania, 1975) è un'attrice italiana.

## Biografia
Partecipa a Miss Italia 1990 dove arriva in finale; dopo alcuni piccoli ruoli come valletta in televisione, inizia la sua carriera d'attrice nel 1991 con il film Johnny Stecchino diretto dal regista Roberto Benigni. Nel 1997 approda in televisione con la miniserie Mamma per caso con la regia di Sergio Martino. Nel 2000 è nel cast del film Malèna di Giuseppe Tornatore, mentre nel 2004, è nel cast del film Il cartaio di Dario Argento. Nel 2001 fa parte del cast della miniserie Sarò il tuo giudice, regia di Gianluigi Calderone e nel 2002 nella miniserie  Commesse 2, regia di José María Sánchez.

## Filmografia

### Cinema
- Johnny Stecchino , regia di Roberto Benigni (1991)
- Bibo per sempre, regia di Enrico Coletti (2000)
- Malèna, regia di Giuseppe Tornatore (2000)
- Non ho sonno, regia di Dario Argento (2001)
- Tra due mondi, regia di Fabio Conversi (2001)
- Al cuore si comanda, regia di Giovanni Morricone (2003)
- Il cartaio, regia di Dario Argento (2004)
- Eternal, regia di Wilhelm Liebenberg e Federico Sanchez (2004)

### Televisione
- Mamma per caso, regia di Sergio Martino (1997)
- Distretto di Polizia, regia di Renato De Maria (2000)
- Sarò il tuo giudice, regia di Gianluigi Calderone (2002)
- Commesse 2, regia di José María Sánchez (2002)